# Respect the Pimpin’
Respect the Pimpin’ – minialbum amerykańskiego rapera Too Shorta. Został wydany 14 grudnia 2010 roku. Pierwszym i jedynym singlem promującym album był utwór „Bitch I'm a Pimp”.

## Lista utworów
Opracowano na podstawie źródła.
1. „Bitch I'm a Pimp”
2. „Respect the Pimpin’” (featuring Snoop Dogg, Silk-E, Elijah Baker)
3. „That’s Not Your Bitch” (featuring Jazze Pha)
4. „Get Ya Money”
5. „Ya'll Ready” (featuring Mac Minister, Richie Rich)
6. „Bitches Need Love Too” (featuring Jazze Pha)